# Гидроксикарбамид
Гидроксикарбами́д (гидроксимочеви́на) — цитостатический препарат, антиметаболит, специфически угнетающий ферменты синтеза ДНК. Гидроксикарбамид выпускается в форме капсул, включён в Перечень жизненно необходимых и важнейших лекарственных препаратов.

## Фармакологическое действие
Предполагаемый механизм действия заключается в ингибировании нуклеотидредуктазы. Уменьшается содержание дезоксинуклеозидтрифосфатов,торможении синтеза ДНК. Не оказывает влияния на синтез белка и РНК.

## Фармакокинетика
После приёма внутрь хорошо абсорбируется из желудочно-кишечного тракта. Проникает через ГЭБ. Метаболизируется в печени. Выводится преимущественно почками (80 %). T½ — 3-4 ч.

## Показания
Хронический миелолейкоз, меланома, рак яичников, хориокарцинома матки, опухоли головы и шеи, опухоль мозга, эритремия, рак шейки матки. 
В высоких дозах — при острых лейкозах при резистентности к стандартной химиотерапии. 
Применяется также в режиме преиндукции (премедикации перед индукцией) перед проведением стандартной химиотерапии острых лейкозов, для быстрого снижения числа циркулирующих лейкоцитов в крови и уменьшения риска развития острого синдрома лизиса опухоли при проведении стандартной химиотерапии.

## Режим дозирования
Устанавливают индивидуально, в зависимости от показаний и стадии заболевания, состояния системы кроветворения, схемы противоопухолевой терапии.

## Побочное действие
Со стороны системы кроветворения: лейкопения, тромбоцитопения, анемия. 
Со стороны пищеварительной системы: стоматит, анорексия, тошнота, рвота, диарея, запор; редко — нарушения функции печени. 
Со стороны центральной нервной системы: чувство усталости, головная боль, сонливость, головокружение, галлюцинации, судороги. 
Со стороны дыхательной системы: в отдельных случаях — диффузные лёгочные инфильтраты, сопровождающиеся лихорадкой и одышкой. 
Со стороны мочевыделительной системы: затруднение мочеиспускания; редко — нарушение функции почек. 
Дерматологические реакции: алопеция, макулезно-папулезные высыпания, эритема. 
Прочие: повышение температуры, озноб.

## Противопоказания
Лейкопения менее 2500/мкл, тромбоцитопения менее 100 000/мкл, выраженная анемия, беременность, повышенная чувствительность к гидроксикарбамиду.

## Беременность и лактация
Гидроксикарбамид противопоказан при беременности. При необходимости применения в период лактации следует прекратить грудное вскармливание. 
Женщины детородного возраста, получающие терапию гидроксикарбамидом, должны применять надёжные методы контрацепции.
В экспериментальных исследованиях установлено тератогенное и эмбриотоксическое действие гидроксикарбамида.

## Особые указания
Необходимо соблюдать осторожность у больных с выраженными нарушениями функции почек. 
Не рекомендуют применять гидроксикарбамид у пациентов с ветряной оспой (в том числе недавно перенесённой или после контакта с заболевшими), опоясывающим герпесом и другими острыми инфекционными заболеваниями. 
Для пациентов пожилого возраста может потребоваться коррекция режима дозирования. 
При применении гидроксикарбамида у пациентов с подагрой или нефролитиазом повышается риск возникновения гиперурикемии. 
Комбинация с лучевой терапией может приводить к усилению побочных эффектов, которые связаны с миелодепрессией и поражением слизистой желудка. Может усиливаться эритема, вызываемая облучением. Тошнота, рвота, анорексия, вызываемые комбинированным применением с лучевой терапией, в результате временной отмены гидроксикарбамида могут исчезнуть.
Перед началом и во время лечения следует провести определение полной картины крови, включая исследование костного мозга, а также функции почек и печени. Анализ крови повторять не менее 1 раза/нед. При снижении числа лейкоцитов менее 2500/мкл, а тромбоцитов менее 100 000/мкл лечение следует прекратить до восстановления нормальных значений этих показателей. Возможны изменения скорости оседания эритроцитов (чаще её повышение). 
При развитии анемии её следует лечить, не прерывая курса гидроксикарбамида, с помощью замещающих трансфузий эритроцитарной массы.
Возможны изменения биохимических показателей: повышение концентрации в крови мочевины, креатинина, мочевой кислоты, повышение активности печёночных трансаминаз. 
Не рекомендуют проводить вакцинацию пациентов (любыми вакцинами) и членов их семей (живыми вакцинами).

## Лекарственное взаимодействие
Повышает эффект цитарабина, ослабляет — 5-фторурацила и метотрексата. Увеличивает (взаимно) миелотоксичность лекарственных средств, угнетающих функцию костного мозга. Урикозурические лекарственные средства увеличивают риск развития нефропатии. Антидепрессанты, антигистаминные, седативные и снотворные лекарственные средства, препараты для общей анестезии, а также этанол усиливают угнетающее действие на центральную нервную систему.